# Marina (filla d'Arcadi)
Marina va ser una princesa, filla de l'emperador romà d'Orient Arcadi (r. 383-408) i de la seva esposa, l'emperadriu Èlia Eudòxia (r. 395-408). Era germana d'Arcàdia, Flaccil·la, Pulquèria i Teodosi II el Jove (r. 408-450). Hauria nascut el 10 (segons el Chronicon Paschale) o 11 de febrer (segons el Comte Marcel·lí) de l'any 403.
Hèrmies Sozomen, Teodor Anagnostes, Teòfanes el Confessor i Suides mencionen que va seguir l'exemple de la seva germana Pulquèria en no voler casar-se i dedicar la seva vida a les devocions religioses. El Chronicon Paschale diu que va construir un palau a la capital imperial de Constantinoble, informació que també dona la Crònica de Teòfanes. Segons el Chronicon Paschale, Marcel·lí Comes, Teodor, i Joan de Nikiu, Marina va morir el 3 d'agost del 449.